# 象 (中國象棋)

相、象棋子

“相”或“象”是中國象棋的棋子，每方各有两枚。红方为“相”，黑方为“象”。
“相（象）”的每次移動稱作“飛相（象）”。相（象）走法是：沿漢字“田”的對角線的一端走向另一端，即沿斜綫移動兩步，俗称“象走田”。但當“田”字的中心有任意一枚棋子時，則不能往那個方向移動，稱爲“塞象眼”。“相（象）”只能在河界以内己方区域活動，不能“過河”。
象為軍師，可以跳格，相則是為了分辨敵我而使用，與字義不符。